# Zosia Mamet
Zosia Russell Mamet, född 2 februari 1988 i Randolph i Vermont, är en amerikansk skådespelare.
Mamet är känd från roller som Shoshanna Shapiro i TV-serien Girls och Joyce Ramsay i Mad Men. Hon har även medverkat i TV-serierna Parenthood, United States of Tara, The Unit och långfilmer som The Kids Are All Right.
Hon är dotter till dramatikern David Mamet och skådespelaren Lindsay Crouse.

## Filmografi (i urval)
- 1994 – Parallel Lives (TV-serie)
- 1997 – Colin Fitz Lives!
- 2004 – Spartan
- 2006–2007 – The Unit (TV-serie)
- 2010 – United States of Tara (TV-serie)
- 2010 – The Kids Are All Right
- 2010 – Greenberg
- 2010–2011 – Parenthood (TV-serie)
- 2010–2012 – Mad Men (TV-serie)
- 2012–2017 – Girls (TV-serie)
- 2016 – Wiener-Dog
- 2018 – Under the Silver Lake
- 2023 – Trolls 3
- 2024 – Madame Web
- 2024 – The Decameron (TV-serie)